# بخش آریپلوگ
بخش آریپلوگ (به سوئدی: Arjeplogs kommun) یک ناحیه شهرداری در سوئد است که در شهرستان نوربوتن واقع شده‌است.